# Wyścig z księżycem
Wyścig z księżycem (ang. Racing with the Moon) – amerykański film fabularny z 1984.

## Obsada
- Sean Penn jako Henry 'Hopper' Nash/Lou
- Elizabeth McGovern jako Caddie Winger
- Nicolas Cage jako Nicky/Bud
- John Karlen jako M. Nash
- Rutanya Alda jako Mme Nash
- Max Showalter jako M. Arthur
- Eve Brent jako Mme Kaiser

## Fabuła
1942 rok. Dwaj przyjaciele Henry i Nick czekają na powołanie do wojska. Wojna spowodowała, że muszą pożegnać się z dziewczynami, marzeniami i wkroczyć w dorosłe życie.